# Francisco Redón
Francisco Redón, escritor español del siglo XVII.

## Biografía
Poco se sabe sobre él. Nació en Valencia y fue de profesión notario. Escribió en verso y prosa El mayor prodigio y caso exemplar: origen de las missas de San Vicente Ferrer (Madrid: Francisco de Ocampo, 1634, y Valencia: Jaime de Bordazar, 1698, y parece que hubo algunas impresiones más), una obra pronto refundida al teatro por el dramaturgo  criptojudaizante Antonio Enríquez Gómez con el título de Las misas de San Vicente Ferrer, una de las obras maestras de este autor y con frecuencia comparada al Otelo de Shakespeare. La obra de Redón está dedicada a Francisco García, Jurado de Valencia.